# Mimepaphra borneana
Mimepaphra borneana là một loài bọ cánh cứng trong họ Cerambycidae.